# Tukums distrikt
Tukums distrikt (lettisk: Tukuma rajons) er beliggende i regionen Kurland i det nord-vestlige Letland. Udover den centrale administration består Tukums distrikt af 19 selvstyrende enheder: 1 by (lettisk: pilsētas, plur.; pilsēta, sing.), 2 storkommuner (lettisk: novadi, plur.; novads, sing.) samt 16 landkommuner (lettisk: pagasti, plur.; pagasts, sing.).

## Selvstyrende enheder underlagt Tukums distrikt
- Degole landkommune
- Džūkste landkommune
- Engure landkommune
- Irlava landkommune
- Jaunpils landkommune
- Jaunsāti landkommune
- Kandava storkommune
- Lapmežciems storkommune
- Lestene landkommune
- Pūre landkommune
- Sēme landkommune
- Slampe landkommune
- Smārde landkommune
- Tukums by
- Tume landkommune
- Vāne landkommune
- Viesāti landkommune
- Zante landkommune
- Zentene landkommune

56°58′N 23°09′Ø / 56.97°N 23.15°Ø